# President de Guatemala
Aquesta és la llista dels presidents de Guatemala.

## Presidents de la República de Guatemala
| No. | Governant                            | Període      | Naixement/Mort | Imatge                       | Informació Addicional                                            |
| --- | ------------------------------------ | ------------ | -------------- | ---------------------------- | ---------------------------------------------------------------- |
|     | Mariano Rivera Paz                   | 1839-1841    | * 1804 - †1849 | Mariano Rivera Paz           | Primer president de Guatemala                                    |
|     | José Venancio López Requena          | 1841-1842    | * 1791 - †1863 | José López Requena           | President interí                                                 |
|     | Mariano Rivera Paz                   | 1842-1844    | * 1804 - †1849 | Mariano Rivera Paz           |                                                                  |
|     | Rafael Carrera y Turcios             | 1844-1848    | * 1814 - †1865 |                              | Nomenat per l'Asamblea Nacional Legislativa                      |
|     | Juan Antonio Martínez                | 1848-1848    | * ? - †1854    | Juan Antonio Martínez        | President interí, Nomenat pels liberals                          |
|     | José Bernardo Escobar                | 1848-1848    | * 1797 - †1849 |                              | Nomenat per la Asamblea Nacional Legislativa                     |
|     | Mariano Paredes (Guatemala)          | 1849 - 1851  | * 1800 - †1856 |                              | Electe pels conservators                                         |
|     | Rafael Carrera y Turcios             | 1851-1865    | * 1814 - †1865 |                              | Nomenat per Mariano Paredes                                      |
|     | Pedro de Aycinena y Piñol            | 1865-1865    | * 1802 - †1897 |                              | President interí nomenat aprés la mort de Carrera                |
|     | Vicente Cerna Sandoval               | 1865-1871    | * 1815 - †1885 | Vicente Cerna                | President electe en 1865 i reelegit en 1869                      |
|     | Miguel García Granados               | 1871-1873    | * 1809 - †1878 | Miguel García Granados       | President de facto.                                              |
|     | Justo Rufino Barrios                 | 1873-1885    | * 1835 - †1885 | Justo Rufino Barrios         | Nomenat per Miguel García Granados                               |
|     | Alejandro M. Sinibaldi               | 1885         | * 1825 - †1896 | Alejandro Sinibaldi          | Nomenat pel Consell de Ministres                                 |
|     | Manuel Lisandro Barillas Bercián     | 1885-1892    | * 1864 - †1907 |                              | President interí i després electe per sufragi                    |
|     | José María Reyna Barrios             | 1892-1898    | * 1853 - †1898 | José María Reyna Barrios     | President electe. Va establir dictadura.                         |
|     | Manuel Estrada Cabrera               | 1898-1920    | * 1857 - †1924 | Manuel Estrada Cabrera       | President electe. Amb fraus va estar en el poder més de 20 anys. |
|     | Carlos Herrera y Luna                | 1920-1921    | * 1856 - †1930 |                              | President interí nomenat per l'Assemblea Nacional Legislativa.   |
|     | José María Orellana                  | 1921-1926    | * 1872 - †1926 |                              | President interí, confirmat per eleccions                        |
|     | Lázaro Chacón                        | 1926-1930    | * 1873 - †1931 |                              | Primer designat per la mort de Orellana, confirmat per eleccions |
|     | Baudilio Palma                       | 1930-1930    | * 1880 - †1930 |                              | Nomenat pel Consell de Ministres                                 |
|     | Manuel María Orellana Contreras      | 1930-1930    |                |                              | Nomenat pel Consell de Ministres                                 |
|     | José María Reyna Andrade             | 1931-1931    | * 1860 - †1947 |                              | Nomenat pel Congrés                                              |
|     | Jorge Ubico Castañeda                | 1931-1944    | * 1878 - †1946 |                              | President electe                                                 |
|     | Federico Ponce Vaides                | 1944-1944    | * 1889 - †1956 |                              | President de facto                                               |
|     | Junta Revolucionaria de 1944         | 1944-1944    |                |                              |                                                                  |
|     | Jacobo Arbenz Guzmán                 | 1944-1945    | * 1913 - †1971 |                              | Nomenat per la Junta Revolucionaria                              |
|     | Juan José Arévalo Bermejo            | 1945-1951    | * 1904 - †1990 |                              | President electe                                                 |
|     | Jacobo Arbenz Guzmán                 | 1951-1954    | * 1913 - †1971 |                              | President electe                                                 |
|     | Carlos Enrique Díaz de León          | 1954-1954    |                |                              | President interí                                                 |
|     | Primera Junta Militar de 1954        | 1954-1954    |                |                              |                                                                  |
|     | Segona Junta Militar de 1954         | 1954-1954    |                |                              |                                                                  |
|     | Tercera Junta Militar de 1954        | 1954-1954    |                |                              |                                                                  |
|     | Quarta Junta Militar de 1954         | 1954-1954    |                |                              |                                                                  |
|     | Carlos Castillo Armas                | 1954-1957    | * 1914 - †1957 |                              | Pren el poder recolzat pels Estats Units                         |
|     | Luis Arturo González López           | 1957-1957    | * 1900 - †1957 |                              | President Interí                                                 |
|     | Junta Militar de 1957                | 1957-1957    |                |                              | Va estar sol dos dies en el poder                                |
|     | Guillermo Flores Avendaño            | 1957-1958    | * 1894 - †1992 |                              | Nomenat per la Junta Militar de 1957                             |
|     | Miguel Ydígoras Fuentes              | 1958-1963    | * 1895 - †1982 |                              | President electe.                                                |
|     | Enrique Peralta Azurdia              | 1963-1966    | * 1908 - †1997 |                              | President de facto.                                              |
|     | Julio César Méndez Montenegro        | 1966-1970    | * 1915 - †1996 |                              | President electe                                                 |
|     | Carlos Manuel Arana Osorio           | 1970-1974    | * 1918 - †2003 |                              | President electe                                                 |
|     | Kjell Eugenio Laugerud García        | 1974-1978    | * 1930- †2009  |                              | President electe.                                                |
|     | Fernando Romeo Lucas García          | 1978-1982    | * 1923 - †2006 |                              | President electe                                                 |
|     | Junta Militar de 1982                | 1982-1982    |                |                              |                                                                  |
| 26  | Efraín Ríos Montt                    | 1982-1983    | * 1926-†2018   | Efraín Ríos Montt            | President de facto                                               |
| 27  | Óscar Humberto Mejía Victores        | 1983-1986    | * 1930         |                              | President de facto                                               |
| 28  | Marco Vinicio Cerezo Arévalo         | 1986-1991    | * 1942         | Marco Vinicio Cerezo Arévalo | President electe                                                 |
| 29  | Jorge Serrano Elías                  | 1991-1993    | * 1945         |                              | President electe                                                 |
| 30  | Gustavo Adolfo Espina Salguero       | 1993-1993    | * 1946?        |                              | Substitueix a Serrano. Remogut pel Congrés de la República.      |
| 31  | Ramiro de León Carpio                | 1993-1996    | * 1942 - †2002 |                              | Nomenat pel Congrés de la República                              |
| 32  | Álvaro Arzú Irigoyen                 | 1996-2000    | * 1946         | Álvaro Arzú Irigoyen         | President electe                                                 |
| 33  | Alfonso Antonio Portillo Cabrera     | 2000-2004    | * 1951         |                              | President electe                                                 |
| 34  | Óscar Berger Perdomo                 | 2004-2008    | * 1946         | Óscar Berger Perdomo         | President electe                                                 |
| 35  | Álvaro Colom Caballeros              | 2008-2012    | * 1951-†2023   | Álvaro Colom Caballeros      | President electe                                                 |
| 36  | Otto Fernando Pérez Molina           | 2012-2015    | * 1950         | Otto Fernando Pérez Molina   | President electe                                                 |
| 37  | Alejandro Baltazar Maldonado Aguirre | 2015-2016    | 1936           |                              | Interí                                                           |
| 38  | Jimmy Morales                        | 2016-2020    | 1969           |                              | President electe                                                 |
| 39  | Alejandro Giammattei                 | 2020-2024    | 1956           |                              | President electe                                                 |
| 40  | Bernardo Arévalo                     | 2024-present | 1958           |                              | President electe                                                 |